# Drottning Hacka

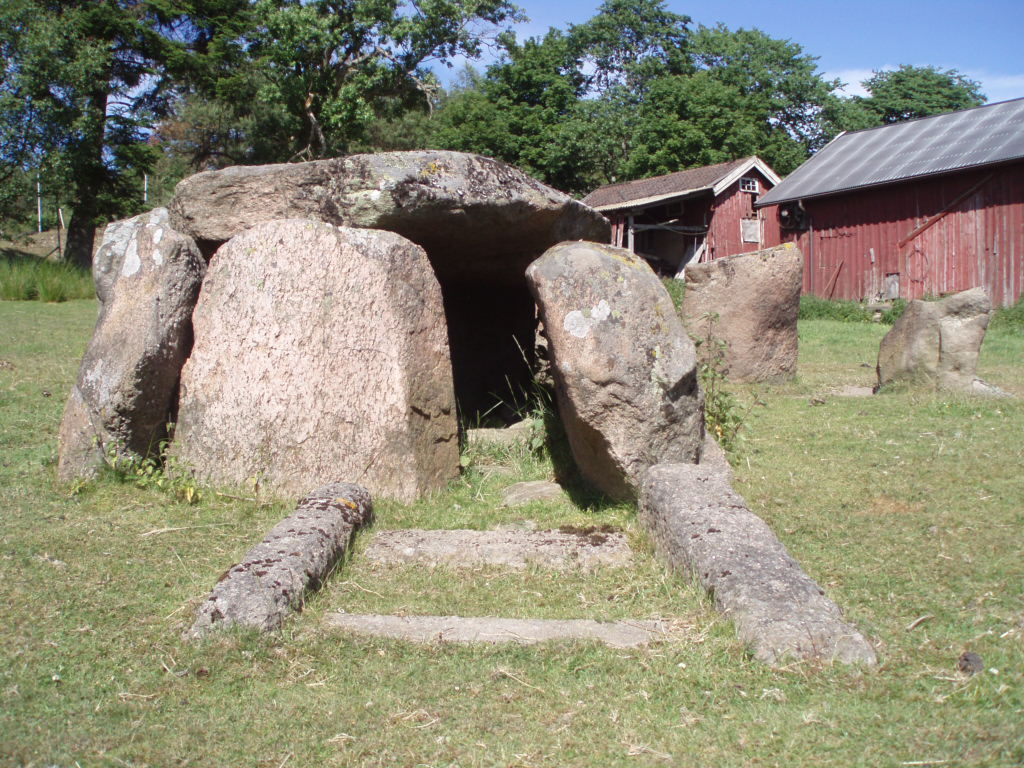
Svensbydösen, i folkmun Drottning Hackas grav.

Drottning Hacka var en legendarisk gestalt som förekommer i flera sägner från Västsverige.

## Sägen
Det finns flera variationer på den sägen där hon är huvudgestalt. Huvuddragen är dock följande: Drottningen ska ha varit gift med en kung, som under en hungersnöd i landet ska ha föreslagit att var tredje människa borde dödas för att spara på födan. Men drottningen ska ha avrått sin make från att döda sitt folk, utan istället ha föreslagit att var man borde förses med en hacka och en kappe korn för att bryta ny åkermark som kunde odlas upp. Kungen ska ha tyckt rådet var gott och följt det och härav ska drottningen ha fått sitt namn. De små stenrösen så kallade "hackerör" man finner i landskapet ska också de ha fått sitt namn härigenom.
Drottning Hackas grav har förlagts till flera platser. Den mest kända är en Svensbydöseni Svensby, Säve socken på Hisingen (i korsningen Tålyckan-Svensbyvägen).